# Azteci
Acest articol se referă la azteci, populația dominantă a Imperiului Aztec din Mezoamerica. Pentru alte sensuri ale cuvântului, vedeți Aztec (dezambiguizare).
Aztecii este un termen cuprinzător utilizat pentru a defini mai multe populații precolumbiene mezoamericane din partea centrală a Mexicului de azi. De cele mai multe ori termenul de azteci este coroborat cu populația dominantă din Imperiul Aztec a cărui extindere temporală a început în 1248, odată cu fondarea sa, fiind practic terminată în 1521, datorită cuceririi Mezoamericii de către conchistadorii spanioli. Câteodată termenul de azteci se referă exclusiv la populația Mexica, fondatorii orașului fanion al Imperiului aztec, Tenochtitlan. Câteodată, termenul de azteci este privit într-un sens mult mai larg, incluzând, alături de populația Mexica, populațiile Tezcoco și Tlacopan, aliații acestora în construirea acelui imperiu de mari dimensiuni, cunoscut ca Imperiul aztec, a cărui expansiune maximă a acoperit secolele al 14-lea, al 15-lea și o parte din secolul al 16-lea. În sfârșit, cuvântul azteci se poate referi la întreg grupul de populații Nahua sau Nahuatl.
Acest articol se referă la populația sau populațiile pre-columbiene care au fondat Imperiul Aztec, de fapt o federație de trei orașe-state, care controla o suprafață apreciabilă, a cărei maximă întindere era cuprinsă între Oceanul Pacific și Golful Mexic. Pentru vorbitorii limbii Nahuatl, atât cei pre-columbieni, post-columbieni și cei contemporani, vedeți articolul despre populația Nahuatl. 

## Denumire

### Aztecatl - Aztlan - Aztec
În Nahuatl, limba nativă, originară, a populațiilor Mexica, Aztecatl semnifică "cineva care provine din Aztlán". În 1810, geograful, naturalistul și enciclopedistul german Alexander von Humboldt a propus utilizarea modernă a termenului de "Aztec", ca un termen colectiv aplicat tuturor populațiilor conectate prin comerț, obiceiuri, religie și limbă cu statul și populația Mexico, respectiv, mai târziu, prin extensie la Imperiul Aztec tărziu (1428 - 1521), tuturor populațiilor legate de Tripla Alianță Aztecă. În 1843, odată cu publicarea lucrării istoricului american William H. Prescott, Cucerirea Mexicului (conform originalului, The Conquest of Mexico), termenul de aztec a fost adoptat de întreaga lume științifică, inclusiv de istoricii mexicani, care vedeau în particular în adoptarea denumirii o modalitate limpede de a distinge locuitorii Mexicului pre-columbieni de cei ai secolului al 19-lea. Utilizarea termenului este un subiect de discuții aprinse astăzi, termenul "Mexica" devenind din ce în ce mai frecvent termenul standard.

### Mexica și Aztec
Conform unei surse păstrate până astăzi, Aubin codex, șapte triburi Nahua locuiseră în Aztlan sub conducerea unei elite puternice. Apoi, la un moment dat, cele șapte triburi au început pe rând să părăsească Aztlan-ul originar (despre a cărui locație există discuții înfocate), în căutare de noi pământuri. Ultimul trib care a părăsit vatra Aztlan a fost populația sau tribul Mexica, conduși de preotul acestora, "Huitzil". Aubin Codex relatează că după părăsirea Aztlan-ului, zeul Huitzilopochtli a ordonat poporului său să nu se identifice vreodată ca Azteca, întrucât acesta era numele foștilor conducători ai acestora. În schimb, ei se vor numi Mexìcâ.

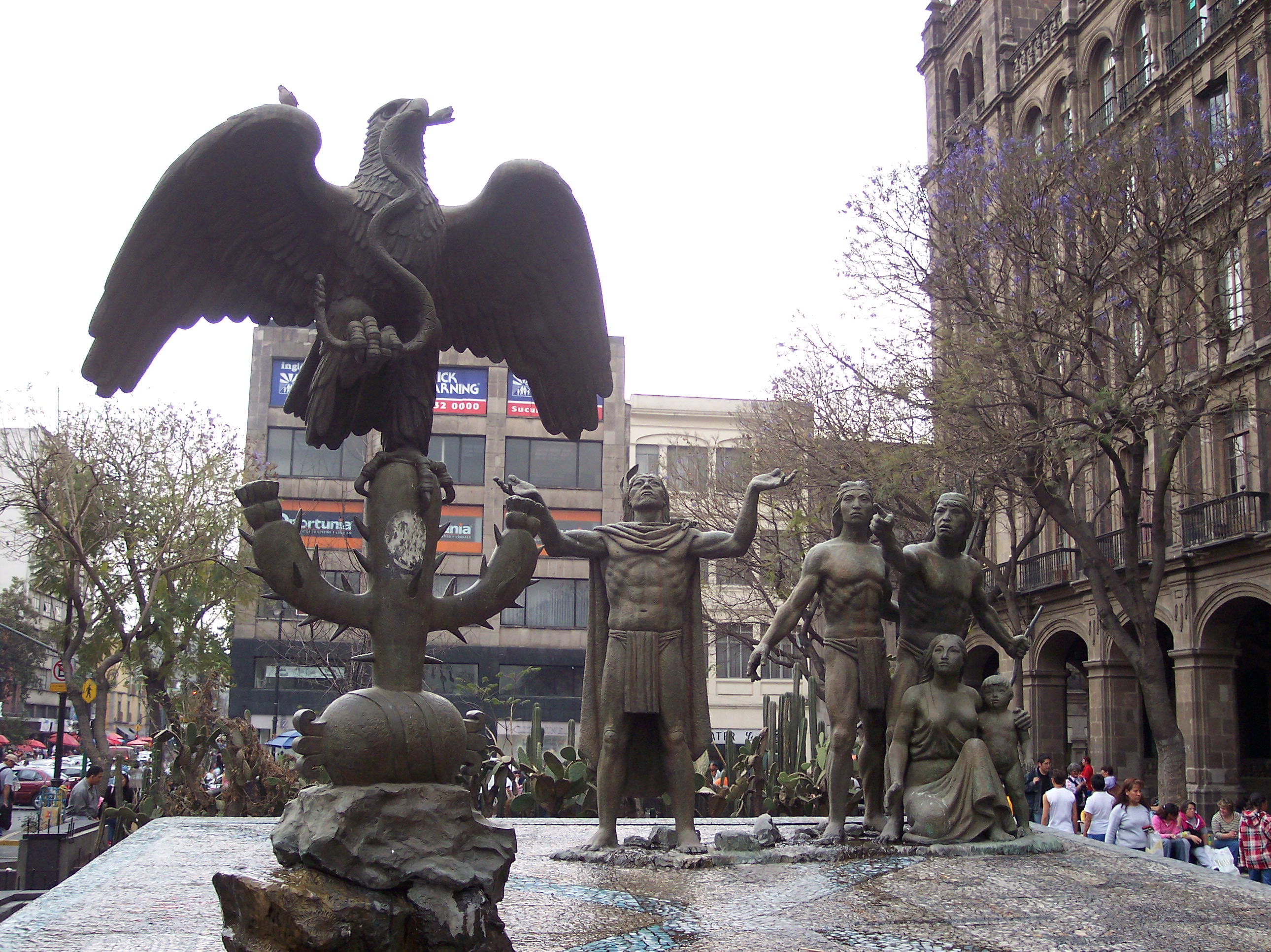
Sculptură care comemorează momentul în care Aztecii au descoperit prezicerea zeului lor Huitzilopochtli.

Conchistadorii spanioli se refereau la aceștia ca fiind "Mexicas". În Mexic, arheologii și muzeele folosesc, de asemenea, termenul Mexicas. Majoritatea populație în interiorul sau în afara Mexicului se referă la aceste populații folosind termenul de azteci. În aceste serii de articole, termenul "Mexica" este utilizat pentru a se referi la toate populațiile Mexica înaite de formarea Triplei Alianțe Aztece, dată după care (1428) termenul de "Aztec" - "azteci" este utilizat pentru a se referi la toți cei care se aflau sub "umbrela" Triplei Alianțe.

### Mexica
Mexìcâ (API: /meʃiʔkaʔ/) este un termen care e astăzi perceput ca fiind de origine incertă. Diferite etimologii au fost propuse. Printre acestea vechiul cuvânt din Nahuatl pentru soare, numele unuia dintre liderii lor, Mexitli sau chiar un anumit tip de buruiană ce crește în lacul Texcoco. Savantul mexican Miguel León-Portilla a sugerat că ar fi derivat din mexictli, "buricul Lunii", cuvânt compus din cuvintele Nahuatl metztli (Lună, astru ceresc) și xictli (buric). Alternativ, conform altor opinii, mexictli ar putea însemna "buricul [agavei numită] maguey" (denumire binomială, en  Agave americana) folosind cuvântul metl și particula locativă "co". Alte surse indică ca o posibilă origine a numelui numele unei plante, Mexitli (planta care crește în jurul lacului Texcoco), întrucât la data venirii populației Mexica în bazinul văii Mexico de astăzi, singurul loc unde le era îngăduit să se stabilească ar fi fost insula, pe care mai târziu a fost construit orașul Tenochtitlan. Întrucât inițial populației Mexica i se interzisese dreptul de vânat și de pescuit în apele lacului, singura sursă de mâncare la începutul colonizării insulei ar fi fost această plantă, care este comestibilă și nutritivă, fără a fi însă și atractivă. Ca atare, conform acestei interpretări, "Mexica" ar fi originat din mexìcatl, desemnând "oamenii buruienilor".

## Societatea aztecă

### Diviziunea socială
Societatea aztecă era bazată pe ierarhie, autoritate și forță militaristă, războinică. Împărțirea se făcea în două mari clase, nobilii și oamenii de rând. Se mai putea vorbi de o categorie intermediară între aceste clase care nu avea însă un caracter definit, fiind vorba de negustori și meșteșugari..

### Nobilimea
Clasa nobilă se bucura de prosperitate și lux. Diviziunea socială era consolidată și de legi care nu permiteau celor care nu erau nobili să poarte haine specifice nobililor. Aceștia se îmbrăcau în haine viu-colorate și foarte elaborate ca model, în timp ce oamenii de rând purtau haine simple și aspre. Aztecii erau foarte austeri din punct de vedere moral așa încât erau foarte obedienți față de legi, disciplinați și plin de respect. Legile erau foarte stricte și pedepsele care le atrăgeau din cele mai severe. Din acest punct de vedere nobilor li se impuneau standarde mai ridicate de moralitate pentru ofense sociale și sexuale, pedepsele lor fiind în consecință mai severe. Unul dintre păcatele care erau grav pedepsite era beția.
Cel mai înalt rang al nobilimii îl consituia Tlatoani care era conducătorul unui unități politice importante. Cel mai important dintre aceștia era Tlatoani al Tenochtitlan. Sub acest rang erau tetcutin, conducătorii subunităților politice și pipiltin, birocrații și preoțimea.

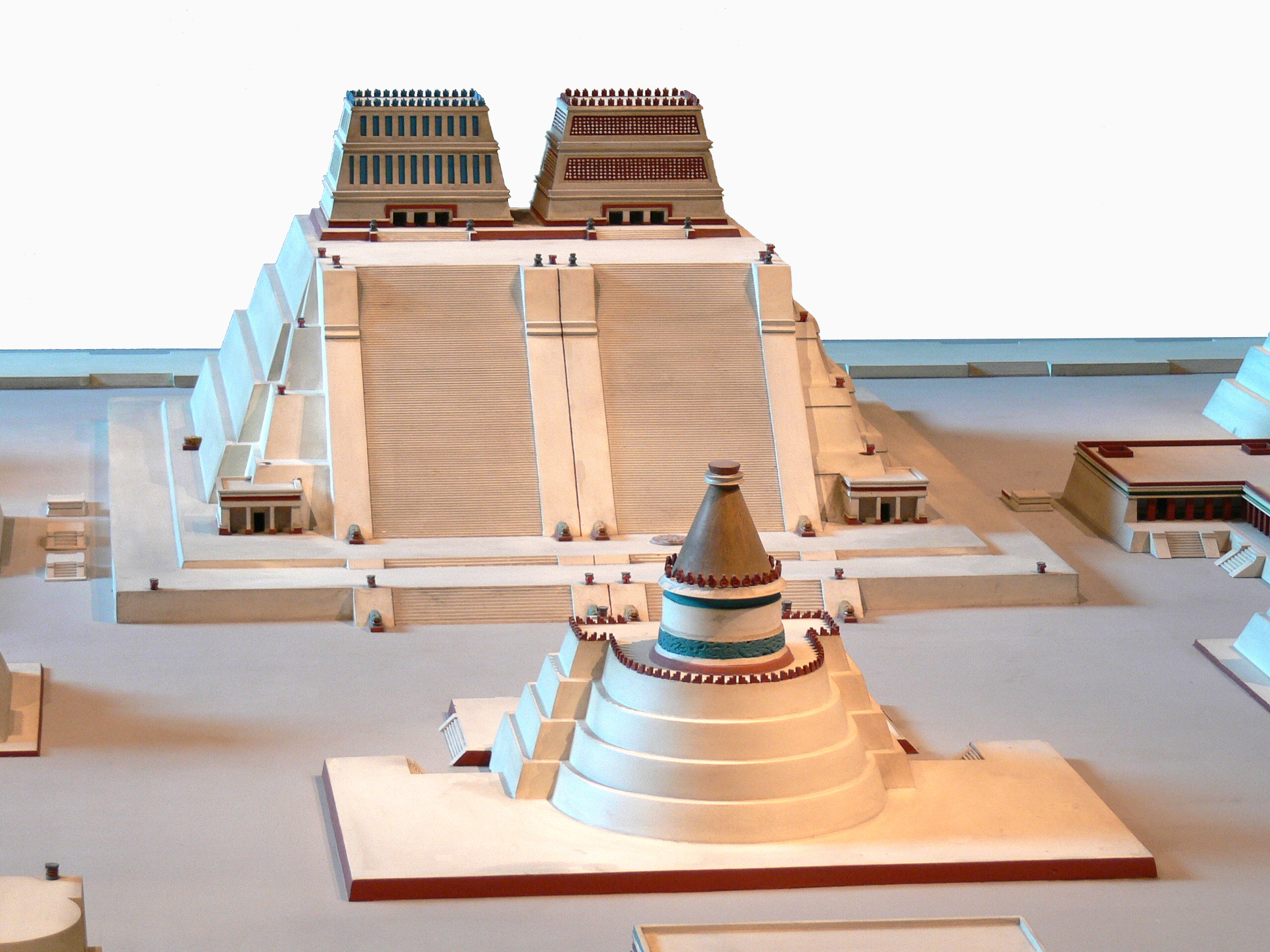
Macheta celui mare mare templu din Tenochtitlan

.

### Oamenii de rând:
Majoritatea populației, oamenii de rând se ocupau cu agricultura, pescuitul în râuri și consituiau forța de muncă a imperiului. Toți oamenii de rând aparțineau unui calpulli, un oraș-stat și fiecare dintre acestea avea propriul templu. Educația copiilor se limita la cântece învățate în aceste temple. Magistrații din fiecare calpulli aveau obligația să se asigure că populația își îndeplinea obligațiile față de stat. Cei care nu puteau plăti tributul erau transformați în sclavi. Sclavagismul era pedeapsa care se aplica și celor care săvârșeau acte criminale. Sclavii urmau să lucreze pe proprietățile nobililor..

### Negustorii:
Cei care se ocupau cu comerțul se numeau pochteca și erau foarte importanți în societatea aztecă. Alături de armatele aztece ei au ajutat la răspândirea culturii aztece, iar în expedițiile lor îndepărtate au obținut bunuri materiale de lux pentru nobili. Negustorii erau organizați în bresle care stabileau reguli și legi pentru respectiva afacere. Erau înstăriți dar situația lor socială era ambiguă; evitau să se afișeze cu ostentație în public pentru a nu-și crea neplăceri. Și meșteșugarii care realizau obiecte de lux se bucurau de un statut special.

### Economia imperiului
Comerțul reprezenta baza economiei. Cea mai mare piață era la Tlateloco, era deschisă în fiecare zi și frecventată de un număr de 60.000 de persoane. Moneda de schimb o reprezentau boabele de cacao și bumbacul..

### Forța militară

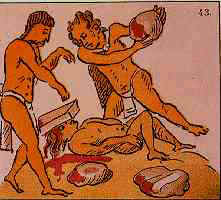
Sacrificiu uman la azteci

Mai presus de orice, societatea aztecă era o societate războinică. Toți bărbații erau obligați să primească instruire militară, iar bătăliile erau mijloacele prin care Imperiul punea stăpânire pe noi teritorii, înăbușea rebeliunile, proteja expedițiile comerciale și asigura furnizarea oamenilor pentru sacrificiu. Armata nu era organizată, războaiele fiind haotice și în general o luptă corp la corp. Prizonierii erau folosiți în ritualurile de sacrificiu uman. Victoriile, curajul în război aduceau cu sine omagiul celui în cauză pe când eșuarea îl acopereau pe acesta cu dizgrația socială..

### Femeile în Imperiul Aztec
Femeile aztece puteau să moștenească și să dețină o proprietate. Uneori se ocupau cu un anumit meșteșug care asigura familiei un venit. Atât fetele cât și băieții erau educați în clădiri speciale atașate templului (eng. song-houses). Femeile puteau deveni preotese dar nu aveau accesul la funcții religioase superioare. Faptul că aztecii erau centrați pe război a contribuit la subordonarea femeilor și excluderea lor din funcții importante. Dacă scopul unui bărbat era acela de a servi intereselor militare ale statului, femeia trebuia să aibă copii. Nașterea de copii era comparată cu o luptă și la fel ca în luptă, moartea survenită în timpul nașterii era considerată eroică și garanta răsplată în viața de apoi..

## Arta aztecă

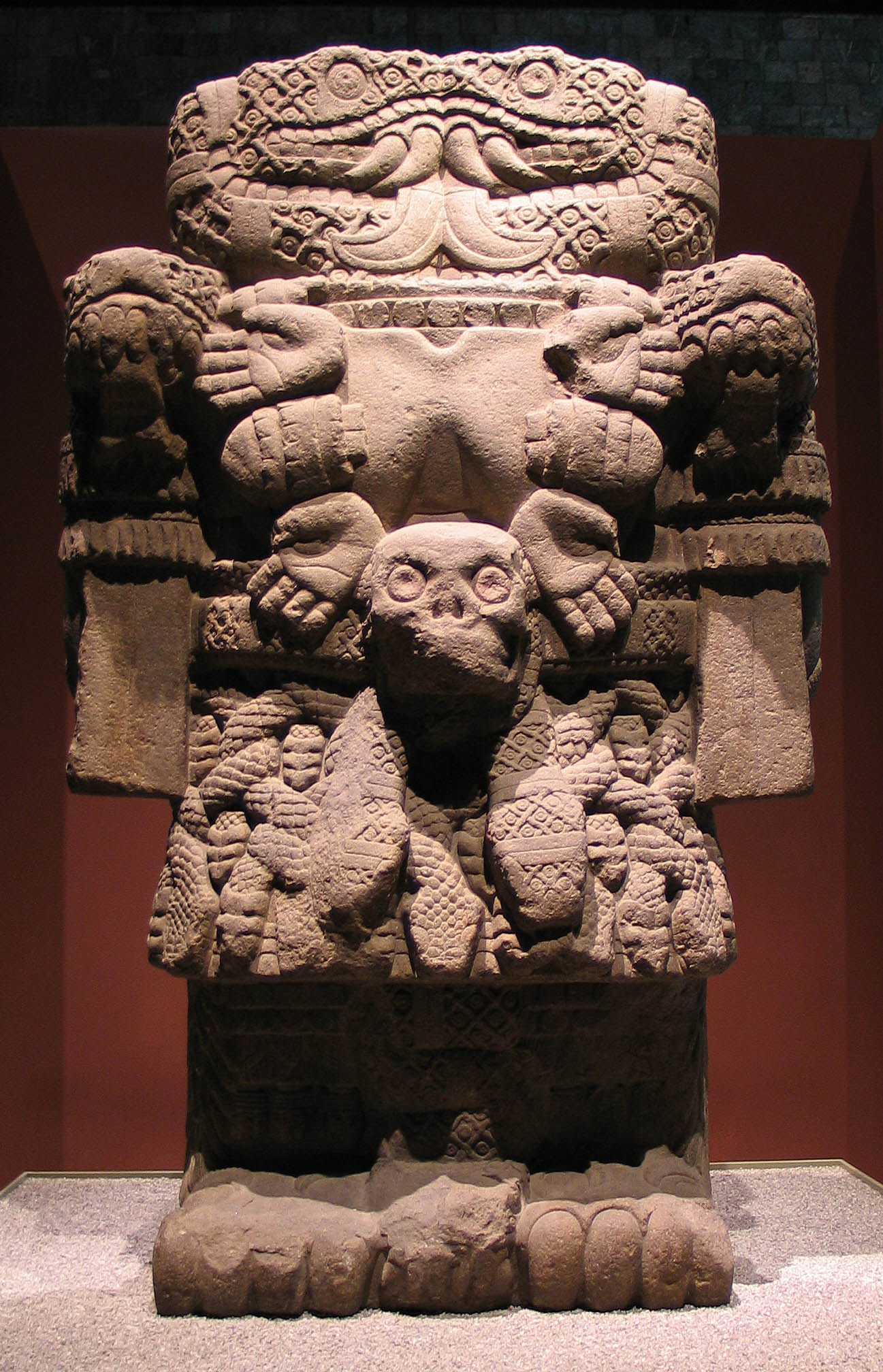
Statuie tip monolit, de peste 2,5 m înălțime, reprezentând zeița Coatlicue (Muzeul Național de Antropologie din Ciudad de México)

Arta aztecă a dezvoltat arta culturilor anterioare (maya, toltecă).
În secolul al XIV-lea, aztecii au fondat orașul Tenochtitlan, devenit mai târziu Mexico-Tenochtitlan, au construit temple (în formă de piramidă cu trepte), palate împodobite cu statui de proporții uriașe și cu picturi murale.
Au rămas fragmente de frescă și unele picturi de manuscrise pe foi de copaci, cuprinzând texte privitoare mai ales la prognoze meteorologice.
Ceramica aztecă este variată ca formă și viu colorată.
Tehnica acesteia și unele motive ornamentale sunt și azi utilizate în ceramica populară mexicană.

## Limba nahuatl
Nahuatl (în nahuatl, nawatlahtolli), sau limba clasică Nahuatl (cunoscută și ca Aztec, sau mai simplu doar Nahuatl) este un termen descriind diferitele variante ale limbii Nahuatl. Majoritatea vorbitorilor limbii Nahuatl locuiesc în zona centrală a Mexicului în statele México, El Distrito Federal, Puebla, Tlaxcala, Morelos, Guerrero, Veracruz, Michoacán și Hidalgo. Alte variante ale limbii "Nahuatl" au fost vorbite în multe din orașe-state din Mezoamerica precolumbiană care se găseau sub dominația Imperilui aztec. Nahuatl a folosit inițial o scriere pictografică, care nu era exact un sistem complet de scriere ci era mai degrabă un grup de semne grafice care aveau o funcție mnemonică pentru a le aminti celor ce le citeau informațiile pe care le învățaseră oral.               